# In the Garden of Venus
In the Garden of Venus è il sesto album in studio del gruppo musicale tedesco Modern Talking, pubblicato nel 1987.

## Tracce
1. In 100 Years... – 3:57
2. Don't Let It Get You Down – 3:40
3. Who Will Save the World – 3:45
4. A Telegram to Your Heart – 2:50
5. It's Christmas – 3:52
6. Don't Lose My Number – 3:10
7. Slow Motion – 3:40
8. Locomotion Tango – 3:49
9. Good Girls Go to Heaven - Bad Girls Go to Everywhere – 3:37
10. In 100 Years (Reprise) – 1:27